# Thomas de Keyser

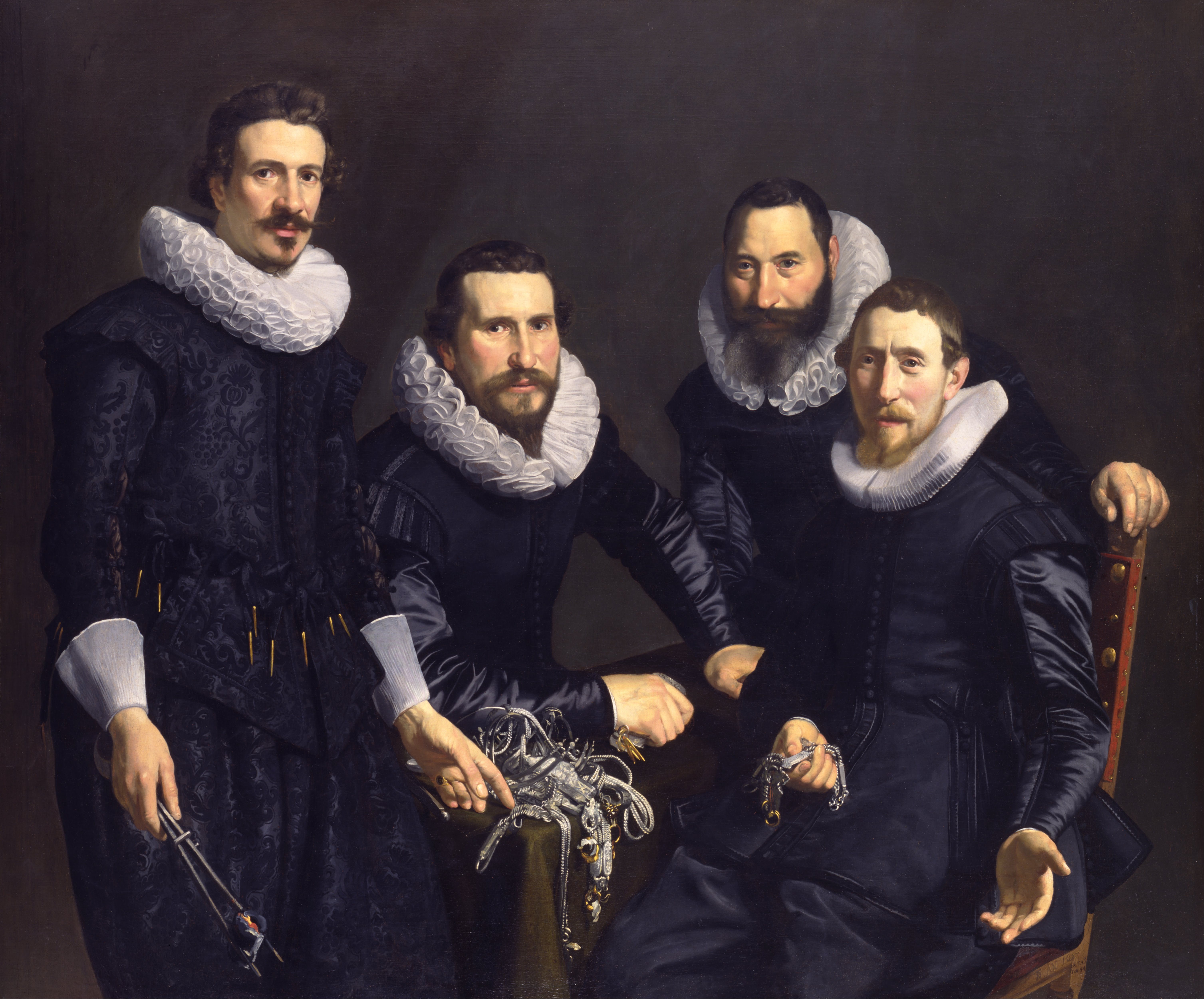
Thomas de Keyser - Síndics del gremi d'orfebreria d'Amsterdam

Thomas de Keyser (Amsterdam 1596 - 1667) va ser un pintor i arquitecte neerlandès de l'època barroca.

## Biografia
De Keyser era fill de l'arquitecte i escultor Hendrick de Keyser.
Va ser el retratista més demandat als Països Baixos fins als anys 1630, perquè en arribar Rembrandt a la ciutat el 1632, el va eclipsar en popularitat. En els anys 1640 de Keyser va rebre molt pocs encàrrecs, i es va veure obligat a buscar altres fonts d'ingressos. Va ser propietari d'un negoci de pedres de basalt des de 1640 fins a 1654, quan va tornar a pintar.
De Keyser va treballar també com a arquitecte. Des de 1662 fins a la seva mort el 1667 va supervisar la construcció del nou ajuntament d'Amsterdam, actualment Palau Real.

## Obra
De Keyser es va distingir com a retratista, especialment en retrats de cos sencer de mitja mida natural. Rembrandt va ser influït per la seva obra, i molts dels quadres de Keyser es van atribuir més tard falsament a Rembrandt. Només se li coneix un retrat eqüestre, el de Pieter Schout, ja que aquest gènere tan cortesà no era gaire conreat als Països Baixos.
Els seus retrats estan plens de caràcter i estan magistralment tractats, i sovint es distingeixen per un brillant color daurat i un clarobscur a l'estil de Rembrandt. Alguns dels seus retrats són de mida natural, però l'artista generalment va preferir realitzar-los en una escala considerablement menor, com a Quatre burgmestres d'Amsterdam reunits per rebre a María de Médicis, de 1638, actualment exposat al museu Mauritshuis de l'Haia. Un altre retrat col·lectiu de Keyser és La lliçó d'anatomia del doctor Sebastiaen Egbertsz. de Vry, que es troba al Rijksmuseum d'Amsterdam.
A més dels retrats, també va executar alguns quadres històrics i mitològics, com ara Teseu i Ariadna, a l'Ajuntament d'Amsterdam.
El Rijksmuseum de Ámsterdam té la més àmplia col·lecció de quadres de De Keyser. La seva obra pot veure's igualment al Louvre de París, al Museu Metropolità d'Art de Nova York, a l'Hermitage de Sant Petersburg i a la National Gallery de Londres, entre d'altres.
El Museu Stedelijk d'art modern d'Amsterdam té una estàtua de De Keyser a la seva façana. Un carrer a Enschede porta el seu nom.
Un homònim del pintor va ser Thomas de Keyser (Utrecht, 1597-1651), un actor i nebot de Hendrick de Keyser.

## Galeria d'imatges

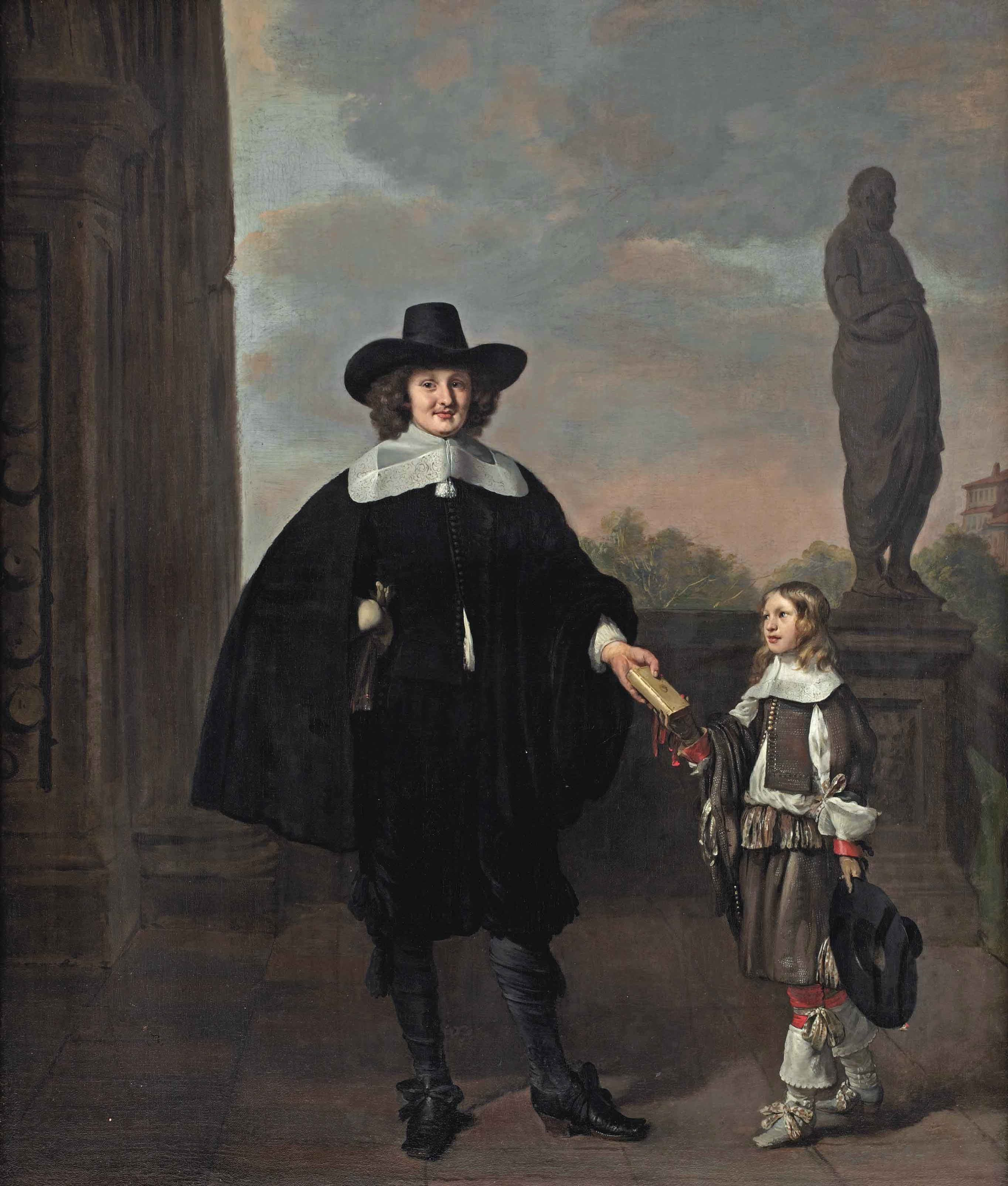
Frederick van Velthuysen i el seu fill Diederik van Veldhuyzen (1651-1716)
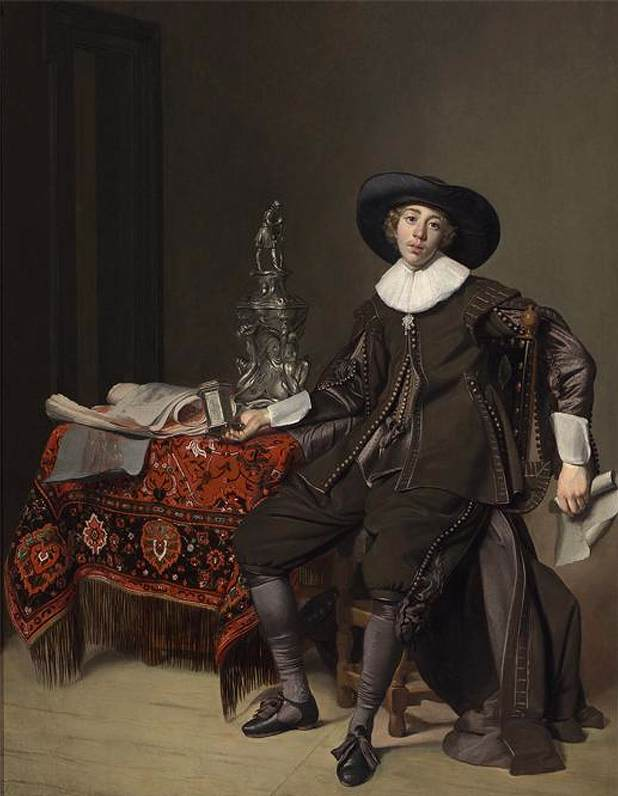
Retrat d'un argenter
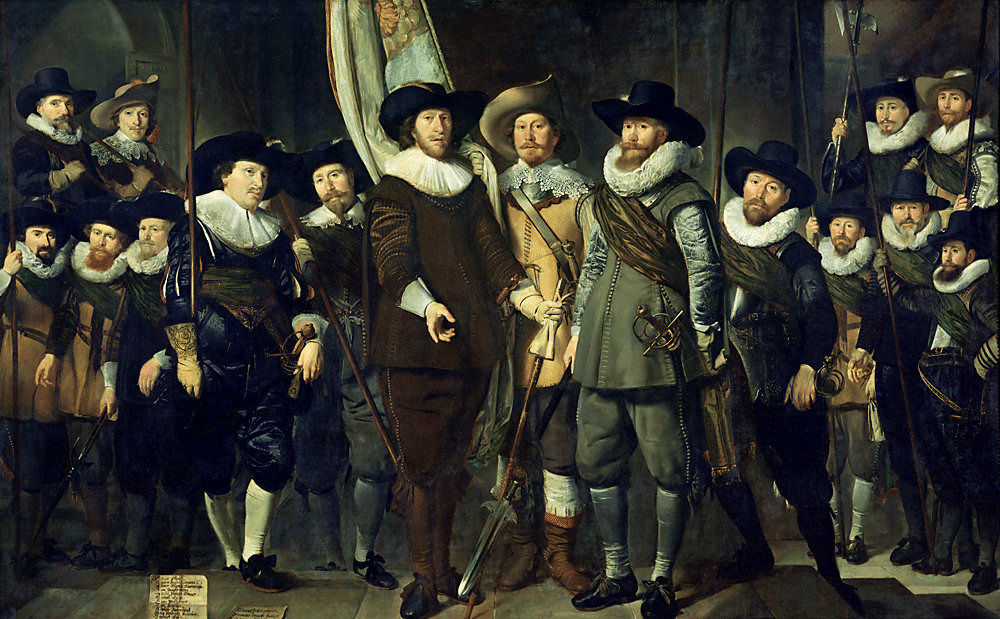
La companyia cívica del capità Allaert Cloeck i el tinent Lucas Jacobsz. Rotgans
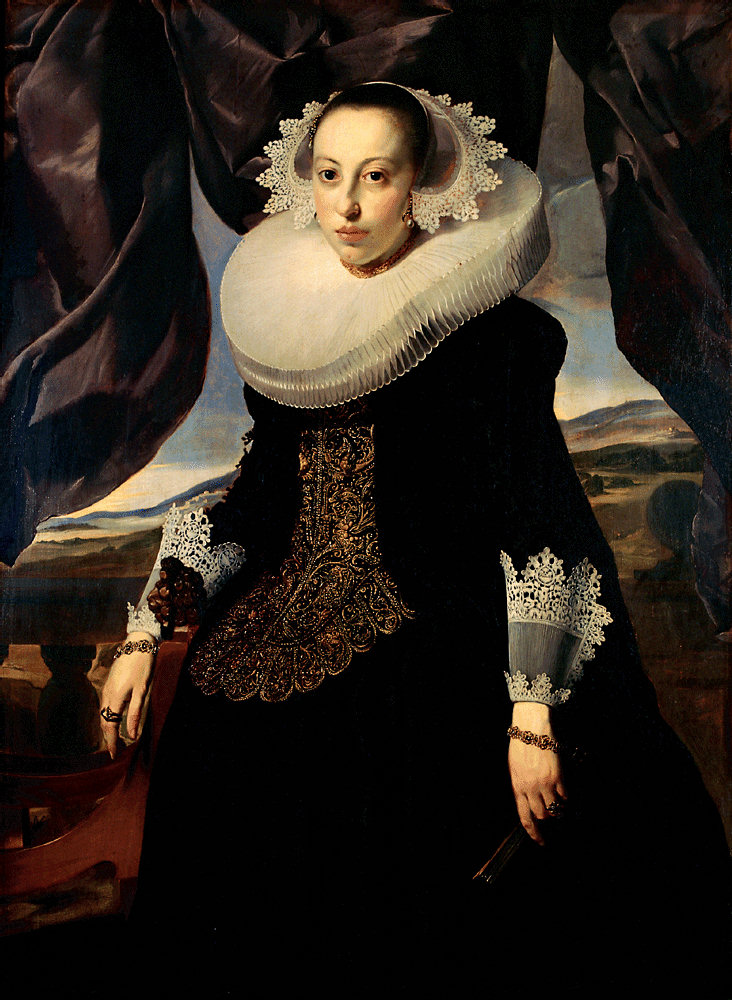
Retrat d'una dona
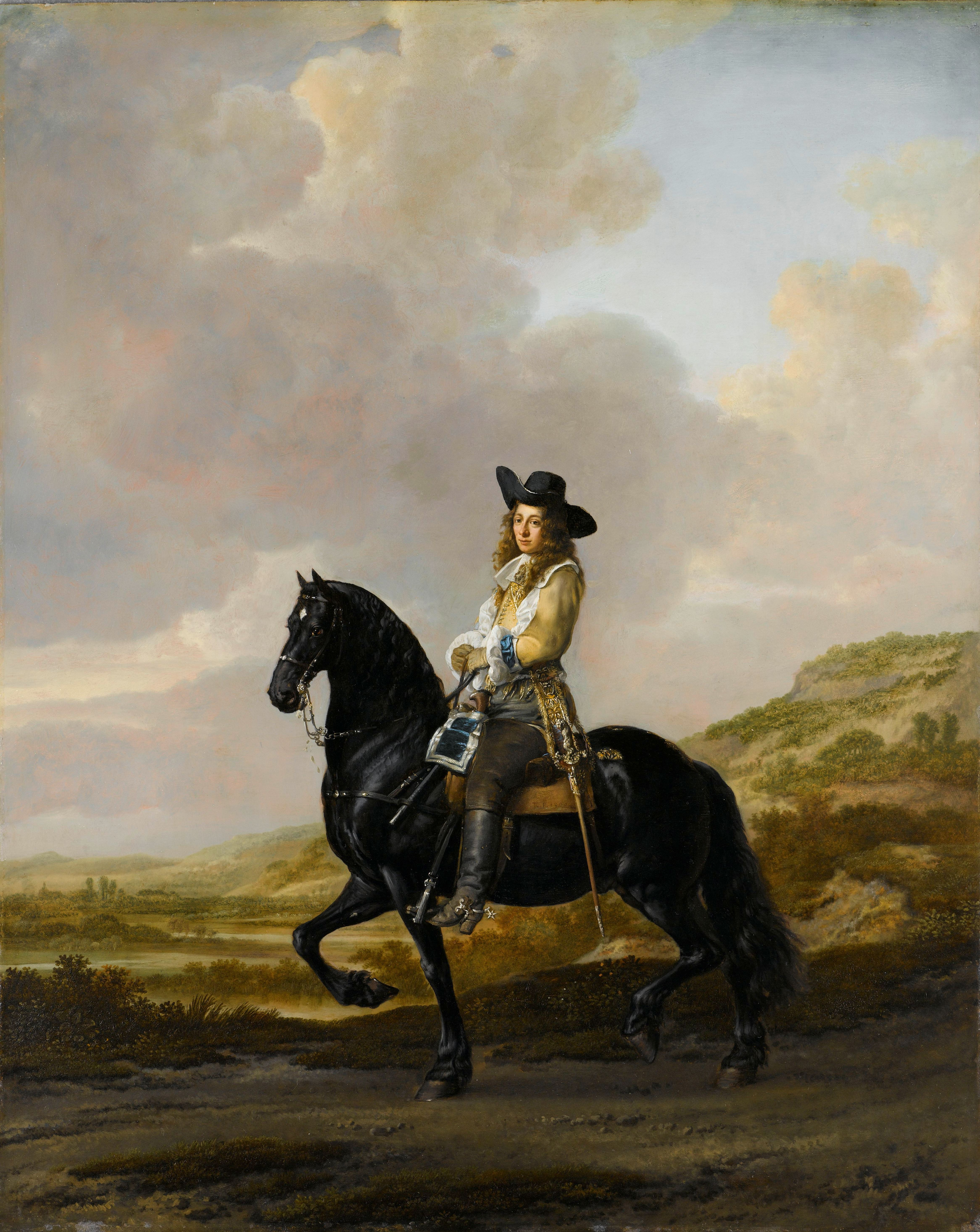
Pieter Schout (1660)
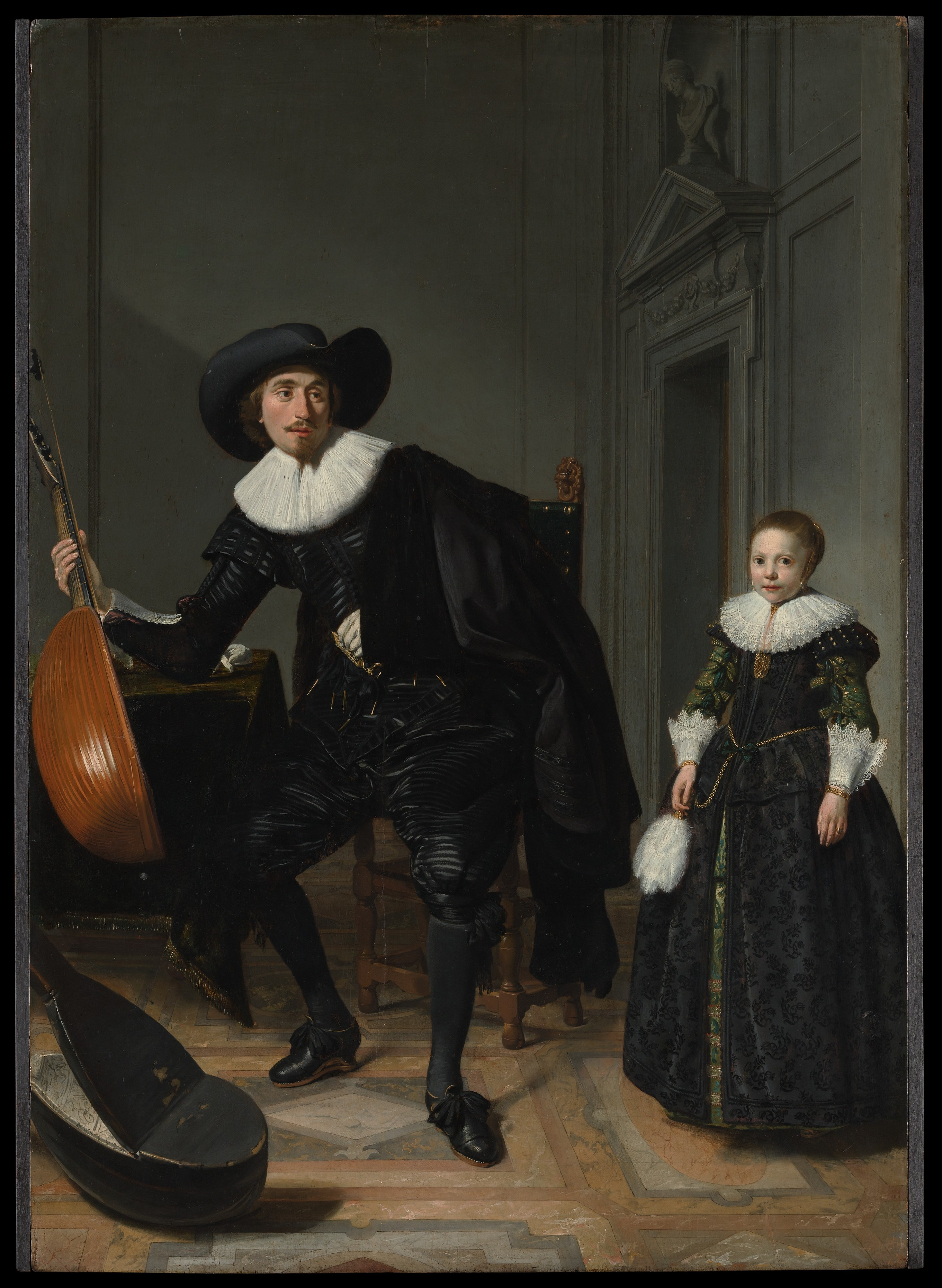
Un músic i la seva filla (1629)